# Vickers K
Vickers K, также известный как Vickers G.O. (от Vickers Gas Operated) — английский пулемёт, разработанный компанией Vickers-Armstrong Ltd в 1928 году в качестве авиационного турельного пулемета.

## История
Vickers K был разработан компанией Vickers-Armstrong Ltd в 1928 году в качестве авиационного турельного пулемета. В основу пулемета VGO легли патенты француза Бертье (Berthier), приобретенные компанией Виккерс в конце 1920-х годов и также использованные при разработке ручного пулемета Vickers-Berthier.
В 1934 году авиационные пулеметы Vickers G.O. были приняты для вооружения самолетов английских королевских ВВС, и был развернут их массовый выпуск. После Битвы за Британию 1940 года эти пулеметы были признаны устаревшими, и в английских ВВС началась их постепенная замена на авиационные пулеметы системы Браунинга с ленточным питанием. С середины войны хорошо сохранившиеся экземпляры пулеметов Виккерс VGO, снятые с самолетов, начали передавать в наземные подразделения ВВС для охраны аэродромов, где их, как правило, устанавливали на различные импровизированные зенитные станки. Однако наибольшую известность пулеметы Vickers G.O. приобрели в руках только что созданных подразделений английского спецназа SAS — Специальной Авиационной Службы. Бойцы SAS обнаружили, что скорострельные и надежные пулеметы Vickers G.O. являются отличным оружием для применения с легких вездеходов — джипов, использовавшихся в рейдах против Третьего Рейха и его сателлитов.

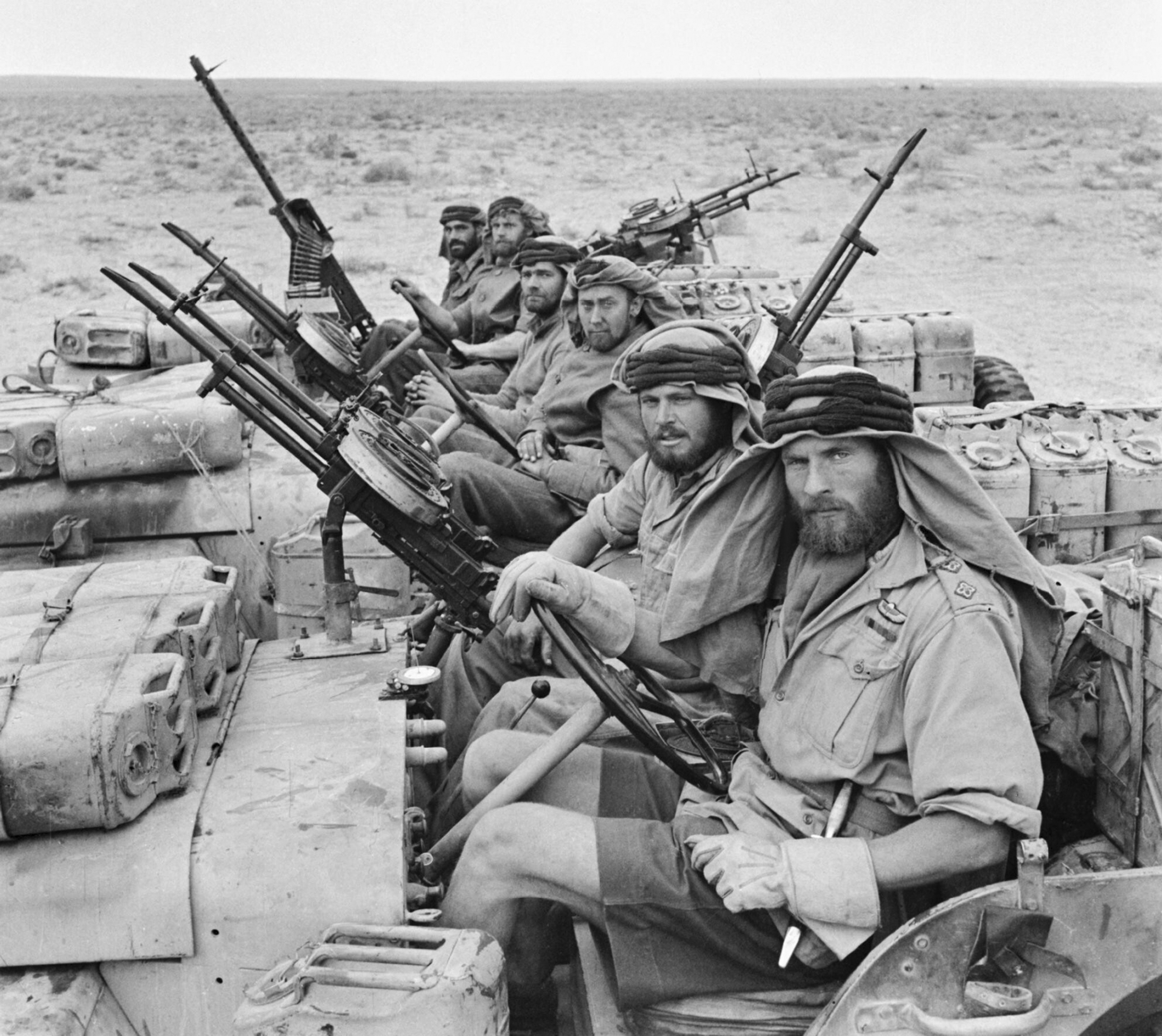
SAS возвращается с патрулирования. Северная Африка, 1943. На фотографии видны спаренные пулеметы Vickers K

Пулеметы, использовавшиеся SAS, LRDG и другими подразделениями британских коммандос в 1943—1945 годах в основном сохраняли свой исходный «авиационный» вид, и устанавливались на джипах на разнообразных, большей частью самодельных одиночных и спаренных установках. Однако примерно в 1943 году появился и специальный «пехотный» вариант этого пулемета — Vickers G.O. No.2 Mk.1 «Land service». Изначально разработанный для подразделений охраны аэродромов, он использовался британскими подразделениями коммандос на заключительном этапе войны (1944—1945 годы), в основном в Европе. Новый вариант получался переделкой исходных авиационных пулеметов. Практически сразу по окончании Второй Мировой войны этот пулемет был снят с вооружения и более в боях замечен не был.

## Принцип работы
Пулемет Vickers G.O. использует газоотводную автоматику с длинным ходом расположенного под стволом газового поршня. Стрельба ведется с открытого затвора, только автоматическим огнём. Ствол воздушного охлаждения, быстросменный. Питание патронами — из примыкаемых сверху многослойных дисковых магазинов номинальной емкостью 100 патронов (обычно в эти магазины рекомендовалось набивать не более 96-97 патронов для повышения надежности подачи). В авиационном варианте пулемет оснащался одной вертикальной рукояткой управления огнём характерной формы со спусковым крючком на тыльной стороне ствольной коробки.
Пехотный вариант пулемета VGO No.2 Mk.1 «Land service» имел пистолетную рукоятку со спусковым крючком под ствольной коробкой, на затыльнике ствольной коробки крепился деревянный приклад, а под стволом крепилось небольшое деревянное цевье для стрельбы с рук либо складная рукоятка для переноски. В передней части газового цилиндра крепилась складная двуногая сошка, новые прицельные приспособления располагались на складных основаниях.